# Yuscarán
Yuscarán is de hoofdplaats van het departement El Paraíso in Honduras. De koloniale plaats staat bekend vanwege de productie van Yuscarán-aguardiente.
In de 18e en 19e eeuw was Yuscarán een belangrijke mijnbouwplaats. Eerst werd hier mijnbouw bedreven voor de Spaanse Kroon, later voor mijnbouwbedrijven uit de Verenigde Staten.
Deze geschiedenis is nog terug te vinden in de onregelmatige keienstraatjes van het centrum. Er zijn 200 huizen overgebleven uit deze tijd, en ook zijn de vervallen mijningangen nog terug te vinden. Een van de bekendste huizen is het Casa Fortín, waar nu het Regionaal Museum gevestigd is. In de parochiekerk zijn schilderijen en sieraden uit de rijke periode te vinden. In 1979 werd Yuscarán tot Nationaal Monument verklaard.
Yuscarán ligt op 65 kilometer van Tegucigalpa. Rondom de hoofdplaats bevinden zich veel bossen met pijnbomen. In het zuidwesten bevindt zich de berg Monserrat. Het gebied rond deze berg is tot Biologisch Reservaat verklaard. Hier bevindt zich ook de berg El Volcán. 15 gemeenschappen zijn afhankelijk van het water dat in dit gebied ontspringt. Ook wordt het water gebruikt voor de bereiding van de aguardiente. In de plaatsen Orealí en Oropolí zijn petrogliefen gevonden.
Elk jaar wordt in mei het Nationale Festival van de Mango en de Mammi gevierd.

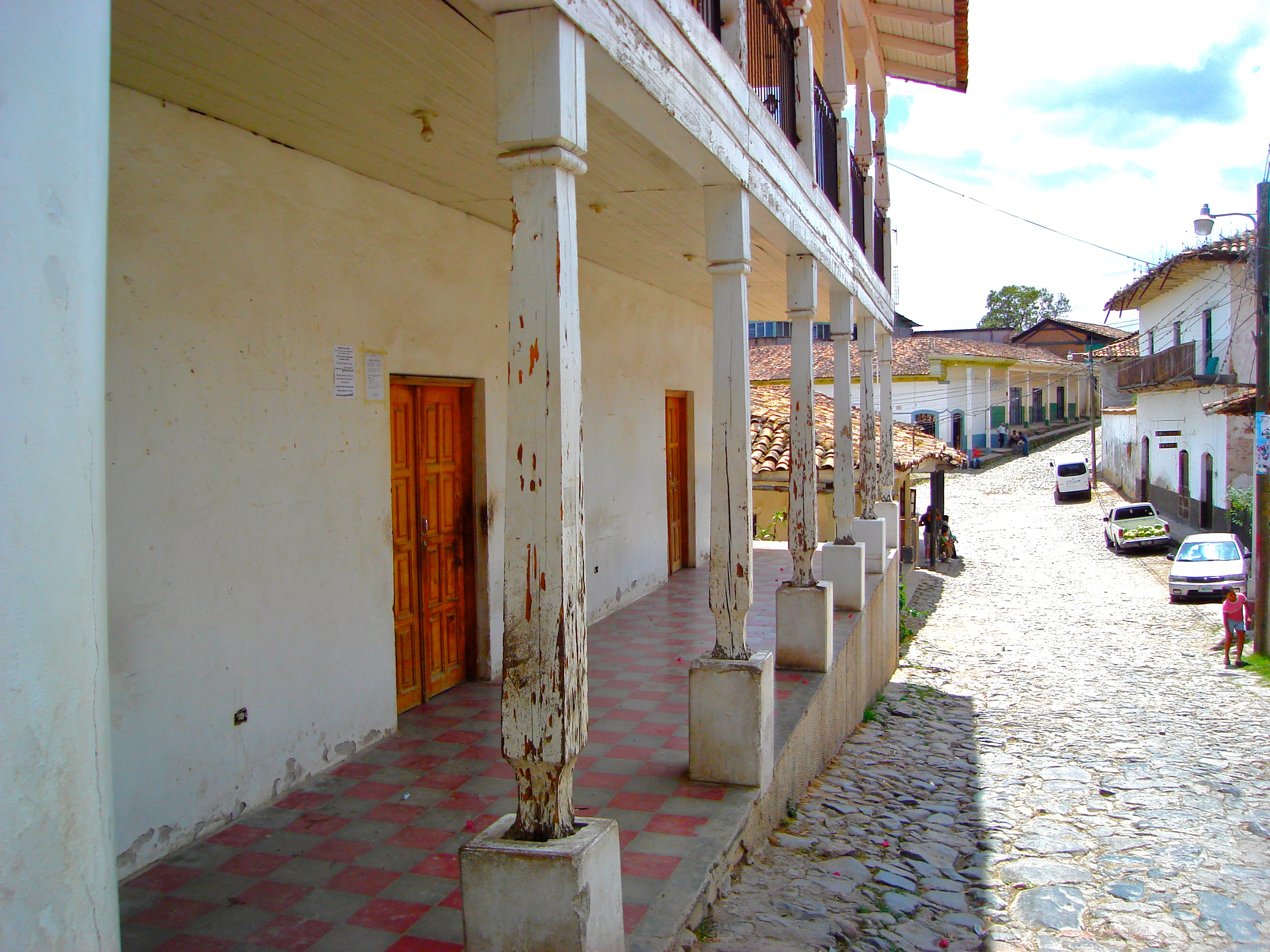
Hoofdstraat van Yuscarán
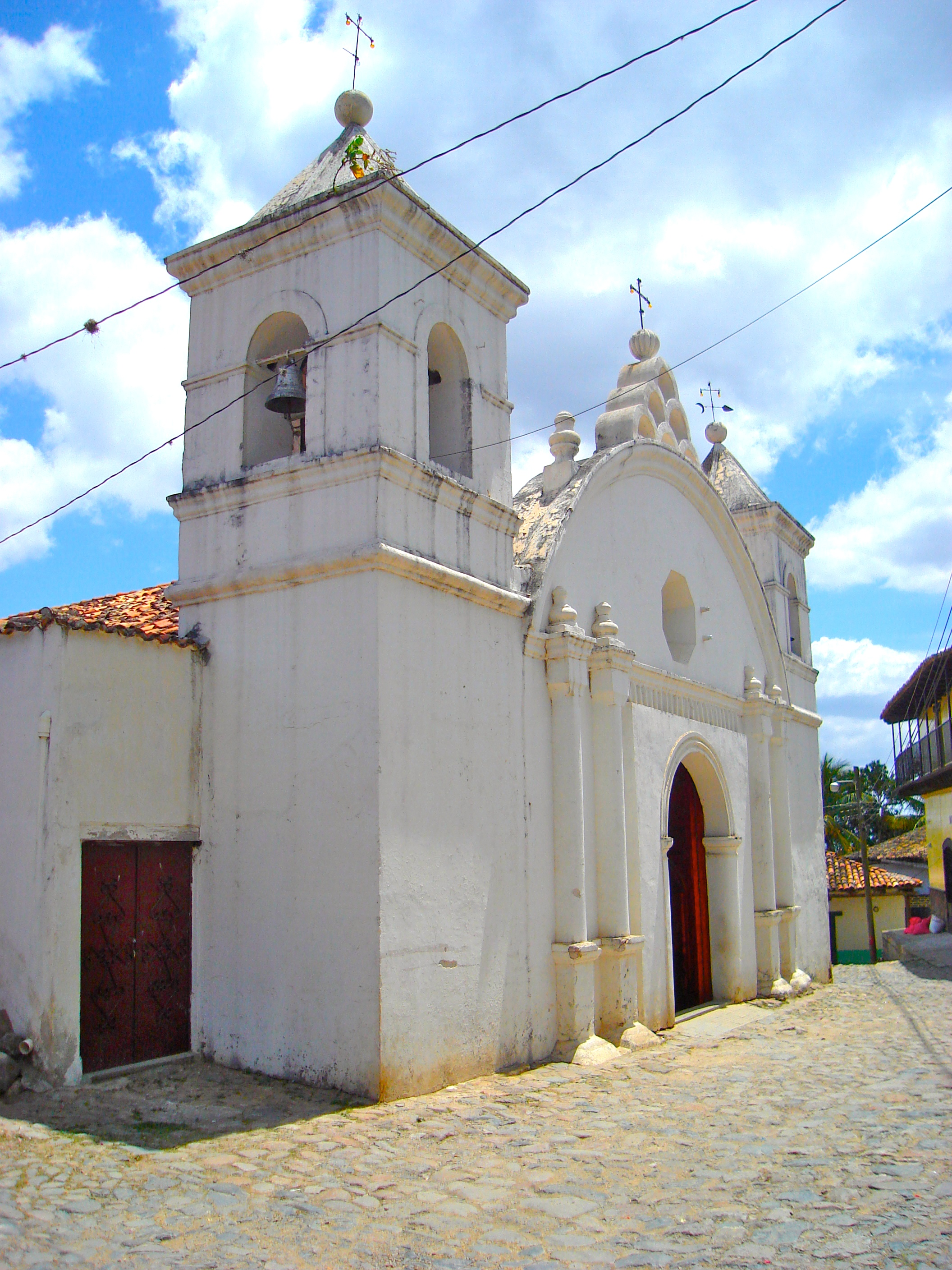
Kerk in Yuscarán
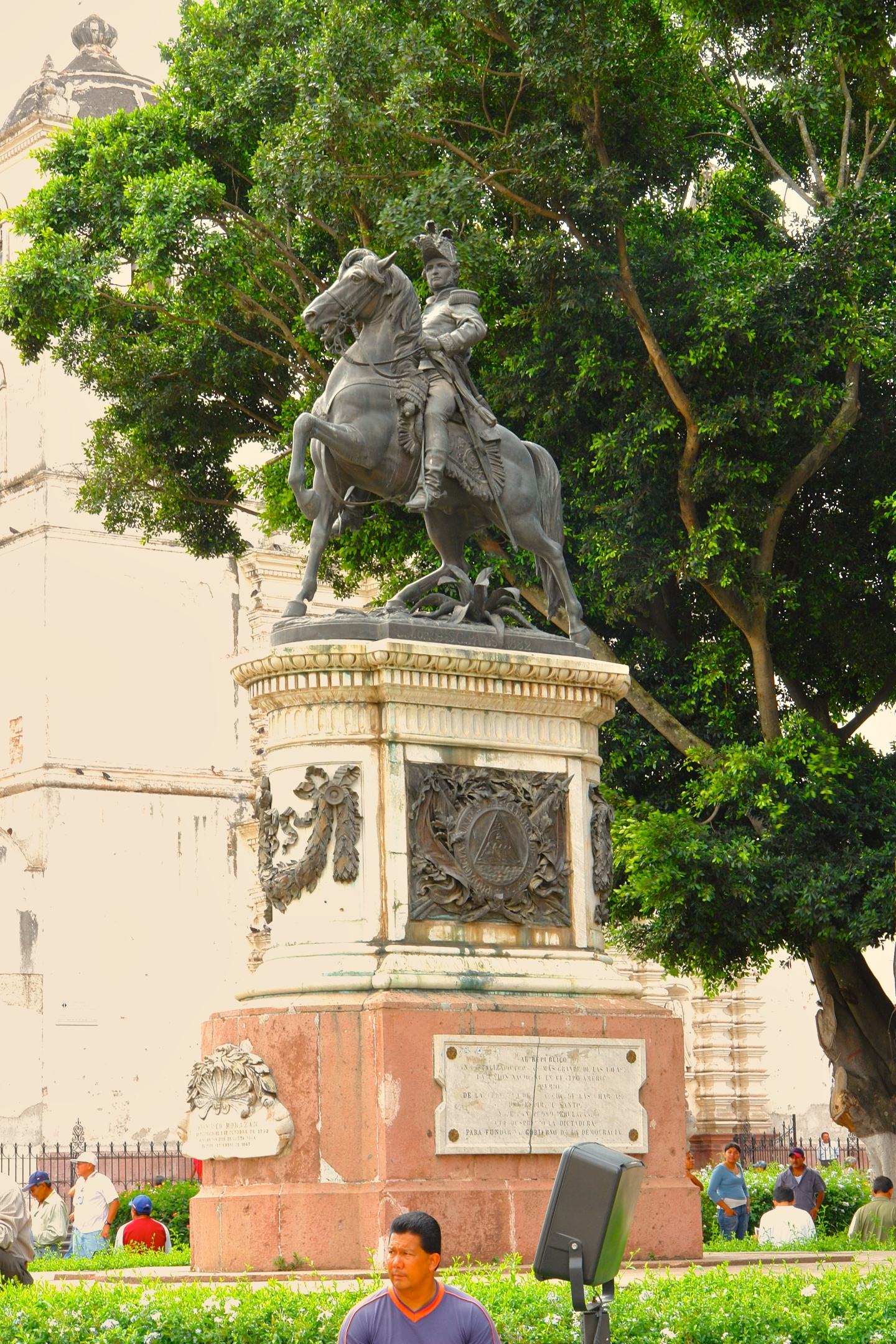
Standbeeld van Francisco Morazán